# Chi Omega
Chi Omega (ΧΩ) ist eine internationale Sorority-Studentenverbindung und die größte weibliche Studentenverbindung weltweit.

## Geschichte
Chi Omega wurde am 5. April 1895 an der University of Arkansas von Ina May Boles, Jean Vincenheller, Jobelle Holcombe und Alice Simonds gegründet. Sie hat mittlerweile 178 aktive an Universitätsstandorten tätige studentische Chapter bzw. Ortsvereine, und über 240 Vereinigungen für Alumni (vgl. auch Altherrenschaft) nach Abschluss des Studiums. Mit über 330.000 Korporierten ist sie die größte weibliche Studentenverbindung der Welt. Auch als Frauenorganisation hat sie die Bezeichnung “women’s fraternity” (engl. „Bruderschaft von Frauen“) beibehalten. Chi Omega ist seit 1903 Mitglied der National Panhellenic Conference, des zentralen amerikanischen Verbands weiblicher Studentenverbindungen.
Seit 1899 wird The Eleusis als Zeitschrift der Verbindung herausgegeben. 2013 hatte das Magazin eine Auflage von über 200.000 Exemplaren.
Chi Omega ist als Lebensbund angelegt. Freundschaft, persönliche Integrität, Dienst an anderen, akademische Exzellenz wie intellektuelles Streben, gesellschaftliches und studentisches Engagement und persönliche wie berufliche Entwicklung gehören zu den internen Idealen. Das Ethos der Verbindung wurde unter anderem in der sogenannten Chi Omega Symphonie niedergelegt, die Ethel Switzer Howard 1904 verfasste.
Neben der Gemeinschaft während des Studiums und der Vernetzung der Alumni hat sich Chi Omega auch karitative Initiativen zur Aufgabe gemacht. So ist die Make-A-Wish-Foundation seit 2002 die offizielle Partnerin.
Als Abzeichen wurden 1906 vierzehn Perlen oder Diamanten festgelegt, die ein Monogramm des Namens in griechischen Buchstaben wiedergeben. Das Abzeichen ist nur von initiierten Mitgliedern in förmlicher Bekleidung über dem Herzen zu tragen und geht allen anderen Pins vor.

### Ehrungen und Kontroversen
Das 1930 erstellte Chi Omega Greek Theatre an der University of Arkansas in Fayetteville ist antikisierend im Stil eines griechischen Tempels gebaut. Das auch für öffentliche Veranstaltungen genutzte Gebäude gilt als bleibendes Vermächtnis der Verbindung und wurde von der Universität selbst mit einer Gedenkplakette geehrt.
2014 wurde eine Chi Omega an der University of Alabama aus der Verbindung ausgeschlossen, nachdem sie eine rassistische Beleidigung auf Social Media eingestellt hatte. Das Chapter an der Pennsylvania State University wurde nach einer Party mit einem als für mexikanische Amerikaner beleidigend empfundenen Motto vom Dachverband geschlossen.

## Trivia

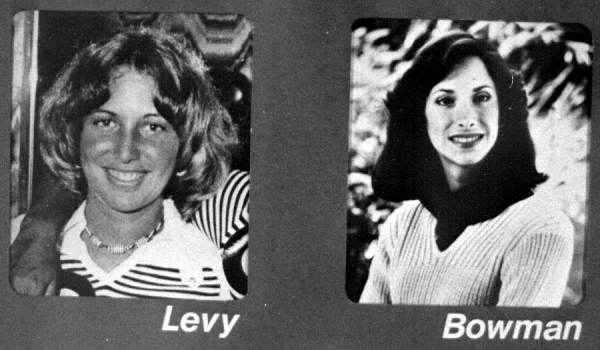
Lisa Levy und Margaret Bowman

Am 15. Januar 1978 drang der Serienmörder Ted Bundy in Tallahassee, Florida, in das dortige Verbindungshaus ein. Er attackierte binnen kurzer Zeit vier Studentinnen von Chi Omega und ermordete zwei von ihnen. Der Mordfall machte landesweit Schlagzeilen; Spuren am Tatort trugen zur Verhaftung Bundys am 15. Februar 1978 bei. Er wurde 1989 hingerichtet.

## Bekannte Chi Omegas

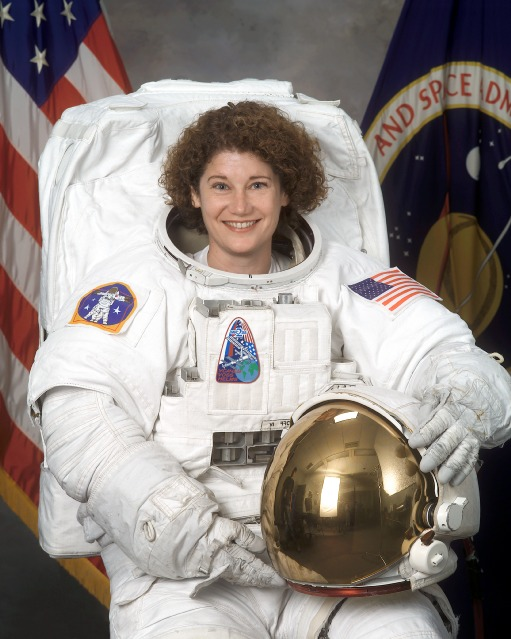
Susan Jane Helms

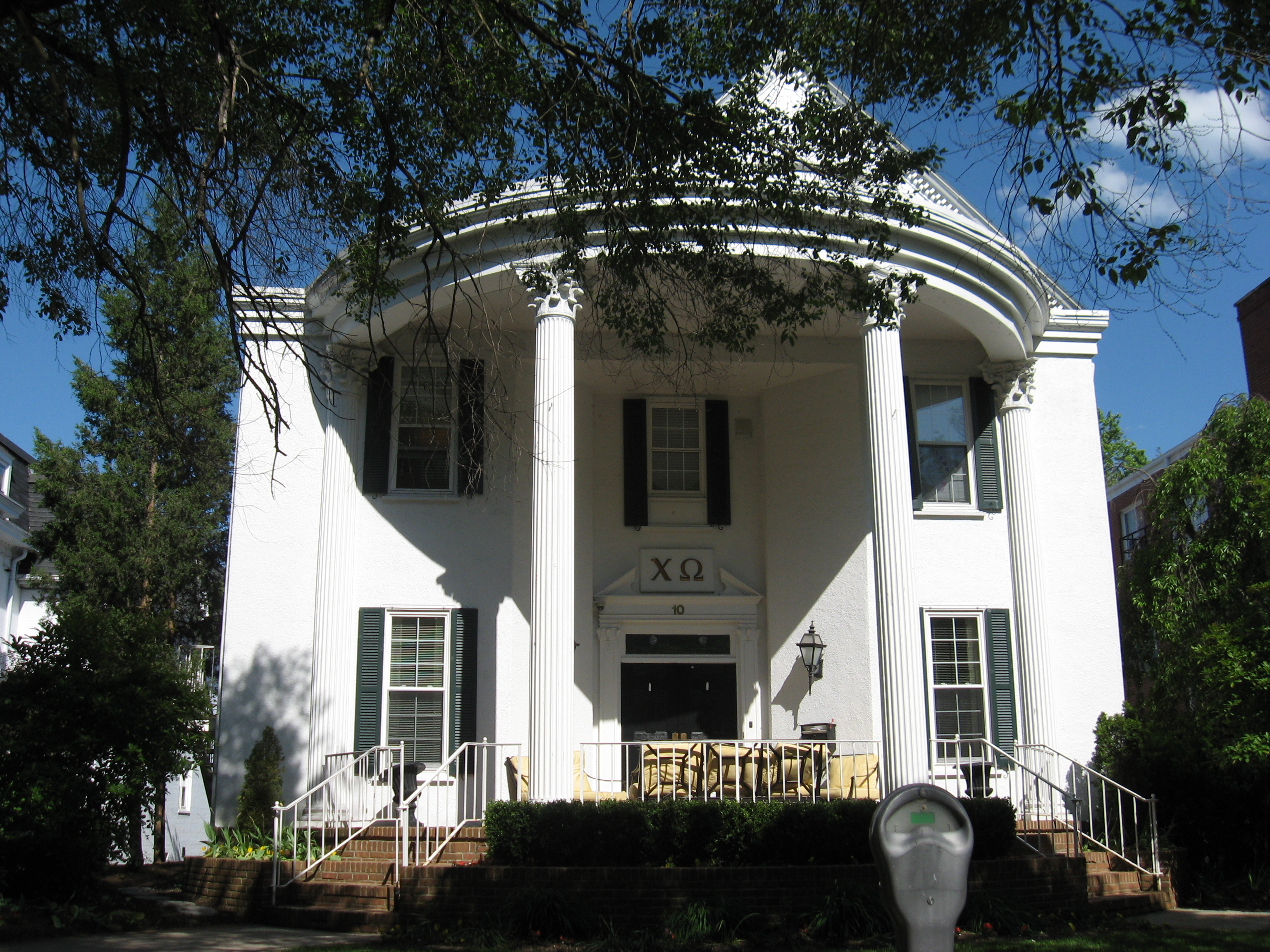
Chi Omega Verbindungshaus an der Ohio University

- Susan Athey, Wirtschaftswissenschaftlerin
- Marsha Blackburn, amerikanische Politikerin
- Safra A. Catz, Managerin und CFO bei Oracle
- Martha Layne Collins, amerikanische Politikerin
- Lin Dunn, Basketballtrainerin
- Ruth Ford, Schauspielerin
- Ellen Gilchrist, Autorin
- Susan Jane Helms, amerikanische Astronautin und Generalin
- Shirley Hufstedler, amerikanische Politikerin
- Harper Lee, amerikanische Autorin
- Blanche Lincoln, amerikanische Politikerin und Senatorin
- Lucy Liu, amerikanische Schauspielerin
- Alison Lundergan Grimes, amerikanische Politikerin
- Mary Ann Mobley, amerikanische Schauspielerin
- Annie Mumolo, Filmschaffende
- Jen Psaki, amerikanische Pressesprecherin des Weißen Hauses
- Patricia Schroeder, Politikerin
- Virginia Smith, Politikerin
- Anita Shreve, Autorin
- Pat Summitt, Basketballtrainerin und -spielerin
- Heather Thomas, Filmschaffende
- Sela Ward, Schauspielerin
- Joanne Woodward, amerikanische Schauspielerin